# Biegun zimna
Biegun zimna – punkt na półkuli północnej lub południowej, gdzie odnotowano najniższą na danej półkuli minimalną temperaturę powietrza.

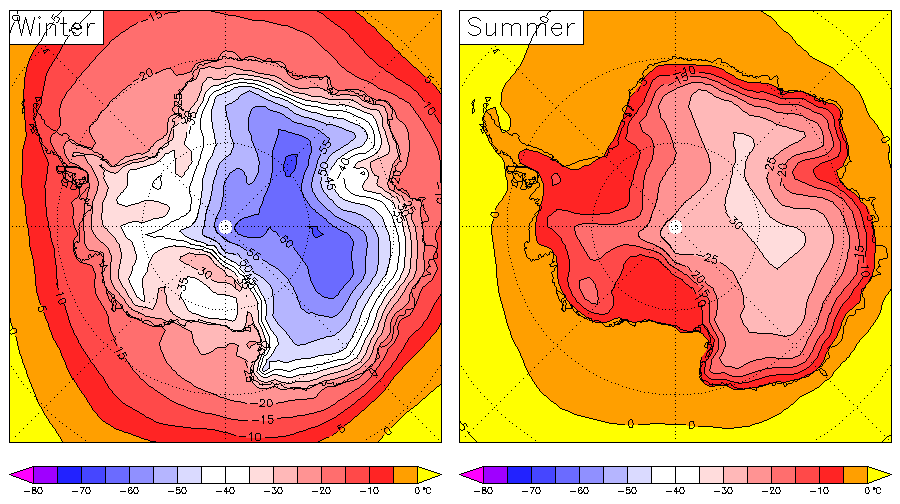
Średnie temperatury powietrza przy powierzchni Antarktydy zimą i latem w latach 1979–2001

## Półkula południowa
Na półkuli południowej biegun zimna znajduje się na stacji polarnej Sojuz (dawniej Wostok), gdzie 21 lipca 1983 odnotowano temperaturę –89,6 °C. 10 sierpnia 2010 zaobserwowano na Antarktydzie temperaturę –93,2 °C. Dane o tak niskiej temperaturze pochodzą z satelitów Aqua i Landsat 8. Zarejestrowane zostały w punkcie odległym o kilkaset kilometrów od Wostoka, wzdłuż linii między szczytami Dome Argus (Dome A) i Dome Fuji (Dome F). Nowy rekord temperaturowy nie jest uznawany przez Światową Organizację Meteorologiczną, gdyż zarejestrowany został przez urządzenia krążące w kosmosie, a nie przez termometr przygruntowy.
| Miesiąc                                                | Sty | Lut | Mar | Kwi | Maj | Cze | Lip | Sie | Wrz | Paź | Lis | Gru | Roczna |
| ------------------------------------------------------ | --- | --- | --- | --- | --- | --- | --- | --- | --- | --- | --- | --- | ------ |
| Średnie dobowe temperatury [°C]                        | -32 | -44 | -57 | -64 | -65 | -65 | -66 | -67 | -66 | -57 | -42 | -31 | −55    |
| Opady [mm]                                             | 1   | 0.7 | 2   | 2.4 | 2.8 | 2.5 | 2.2 | 2.3 | 2.4 | 1.9 | 1.1 | 0.7 | 22     |
| Średnie usłonecznienie [h]                             | 696 | 566 | 347 | 76  | 0   | 0   | 0   | 0   | 203 | 480 | 682 | 708 | 3761   |
| Źródło: http://www.pogodaiklimat.ru/climate2/89606.htm |     |     |     |     |     |     |     |     |     |     |     |     |        |

Średnie temperatury powietrza w styczniu przy powierzchni wokół bieguna północnego w latach 1968–1996

## Półkula północna
Na półkuli północnej biegun zimna znajduje się na Syberii w okolicach wiosek Tomtor, gdzie najniższą temperaturę –72,2 °C odnotowano 14 stycznia 2004, oraz Ojmiakon, gdzie 26 stycznia 1926 odnotowano temperaturę –71,2 °C.

## Polski biegun zimna
Potocznie mówi się także o biegunie zimna w skali jednego kraju. W Polsce za biegun zimna uważane były okolice Suwałk i Olecka, gdzie średnie temperatury w zimie były najniższe. Obecnie jednak najniższe średnie temperatury w zimie oraz roczne notowane są na powstałej w roku 1995 stacji meteorologicznej Nadleśnictwa Świeradów na Hali Izerskiej.